# الکساندرا والش
الکساندرا والش (انگلیسی: Alexandra Walsh؛ زادهٔ ۳۱ ژوئیهٔ ۲۰۰۱) شناگر اهل ایالات متحده آمریکا است.
وی در مسابقات کشوری و بین‌المللی در مجموع برندهٔ ۲ مدال طلا، ۳ مدال نقره شده‌است.